# Таой
Тао́й (вьет. Người Tà Ôi) — горный катуйский народ, в советской и российской этнографии отнесённый к группе горных кхмеров. Проживает на территории центрального Вьетнама и Лаоса, говорит на идиомах диалектного континуума таойх.

## Язык
Говорят на языке таой, относящемся к катуйской группе мон-кхмерской ветви австроазиатской семьи языков.

## Численность
Численность составляет 63 тыс. человек.

## Расселение
Народ таой живёт во Вьетнаме (провинции Тхыатхьен-Хюэ и Куангчи) и Лаосе (провинции Саваннакхет, Салаван, Секонг, Тямпасак).

## Тип хозяйства
Занимаются ручным подсечным земледелием — выращивают рис, кукурузу, клубнеплоды, овощи, животноводством — разводят буйволов и быков, в основном на продажу, и собирательством. В Лаосе таой начали выращивать кофе. Ремёсла развиты слабо.
Поселение таой имело круговую планировку с общинным домом в центре. Жилища двух типов: свайные и наземные. Крыша овальной формы с богатыми коньковыми украшениями в форме птичьих голов. У таой сохранились длинные дома (до 100 м). Пространство вдоль стен отведено под небольшие «комнаты» для малых семей. По центру — узкий коридор, в котором живут несколько семейных пар.

## Семья
Семья малая, иногда расширенная. Брак патрилокальный. Распространены кросскузенные браки. Счёт родства билатеральный или патрилинейный.